# Weblog-Software
Eine Weblog-Software – auch Weblog-Publikationssystem (WPS) oder englisch Weblog Publishing System – ist ein Content-Management-System zur Erstellung und Verwaltung von Blogs.

## Eigenschaften und Funktionen
Charakteristisch für Weblog-Publishing-Systeme ist insbesondere das im Vergleich zu anderen Content-Management-Systemen sehr einfache Publizieren von Einträgen. In der Regel sind dafür keine HTML-Kenntnisse notwendig. Die Gestaltung geschieht über vorgefertigte Templates, die oft vom Nutzer weiter angepasst werden können. Im Standard-Template sind die einzelnen Einträge rückwärts chronologisch angeordnet.
Veröffentlichte Einträge erhalten Permalinks und können von den Lesern – ähnlich wie in Web-Gästebüchern – kommentiert werden (Kommentarfunktion). Zur Interaktion mit anderen Blogs werden ein- und ausgehende Trackback-Pings unterstützt, oft ist auch die unkomplizierte Einrichtung einer Blogroll möglich. Zudem können Beiträge wie Kommentare meist auch als Web-Feeds gelesen und abonniert werden.

## Weitere Entwicklungen und Verbreitung
Viele Weblog-Publishing-Systeme bieten inzwischen auch Funktionen, die über den für den Vorgang des Bloggens erforderlichen Funktionsumfang hinausgehen. Im Gegenzug bieten viele „vollwertige“ Content-Management-Systeme inzwischen auch Blogging-Funktionalität. Eine eindeutige Abgrenzung ist daher heute aus technischer Sicht oft nur schwierig vorzunehmen. Sie erfolgt vor allem aus der Geschichte der Systeme: Systeme, die ursprünglich als Weblog-Publishing-Systeme konzipiert waren, werden weiter als solche betrachtet. Content-Management-Systeme mit später hinzugekommener Blogging-Funktion werden als ebensolche und nicht als spezielle "Weblog-Publishing-Systeme" angesehen.
Gleichzeitig werden heute klassische Weblog-Publishing-Systeme auch für herkömmliche Websites verwendet, bei denen es sich nicht um Blogs handelt. So verwenden bis zu 60 % aller mit Content-Management-Systemen erstellten Websites die Blogsoftware WordPress – das entspricht etwa einem Viertel des gesamten Internets. Alle anderen Weblog-Publishing-Systeme kommen derzeit (Stand April 2017) nur auf jeweils einstellige Prozentzahlen.

## Liste bekannter Weblog Publishing Systeme

### Installation auf eigenem Server/Webspace
- Antville (AntClick)
- B2evolution
- Drupal
- Ghost
- LifeType
- Movable Type
- Nucleus CMS
- Serendipity
- Textpattern
- WordPress

### Gehostete Lösungen
- Antville
- Blogger.com
- Tumblr
- Twoday.net
- WordPress.com
- Ghost